# Chaim Rumkowski

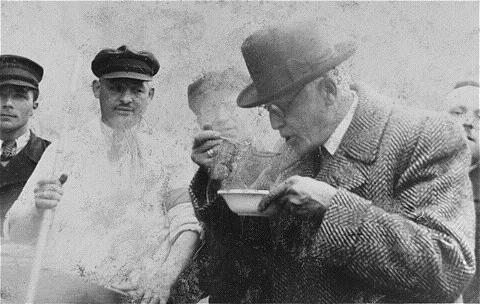
Rumkowski im Ghetto

Mordechai Chaim Rumkowski (geb. 27. Februar 1877 in Iljino (Oblast Welikije Luki); gest. 30. August 1944 im KZ Auschwitz-Birkenau) war während der deutschen Besetzung Polens seit dem 13. Oktober 1939 bis zu seiner Ermordung im August 1944 Vorsitzender des Judenrates im Ghetto Łódź/Litzmannstadt.

## Rumkowski als Vorsitzender des Judenrates
Rumkowski zog als junger Mann nach Łódź. Vor dem Beginn des Zweiten Weltkrieges war er als Textilunternehmer, Versicherungsagent und Direktor des jüdischen Waisenhauses „Helenówek“ in Łódź tätig. Er war zeitweise Mitglied der Allgemeinen Zionistenpartei und gehörte der Verwaltung der Jüdischen Gemeinde in Łódź an.
Nach dem Überfall auf Polen wurde Rumkowski am 13. Oktober 1939 von den NS-Besatzern zum „Judenältesten“ bestimmt und beauftragt, einen Judenrat zu gründen. Die Mitglieder dieses ersten Judenrates wurden am 11. November 1939 verhaftet, deportiert und größtenteils ermordet. Rumkowski selbst wurde schwerst misshandelt und zur Fortsetzung der Zusammenarbeit und Bildung eines neuen Judenrates gezwungen, um mit diesem eine Liste von etwa 50.000 Personen zu erstellen, die ins Generalgouvernement deportiert werden sollten.

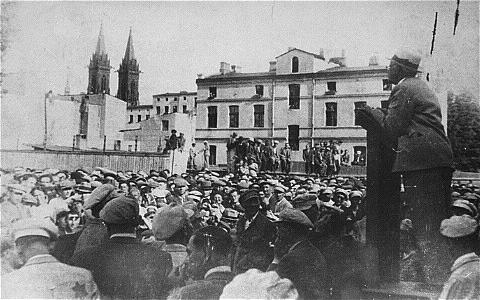
Rumkowski als Redner im Ghetto

Als Leiter der vorgeblichen „jüdischen Selbstverwaltung“ versuchte er anschließend, das Ghetto für die nationalsozialistischen Machthaber unentbehrlich zu machen, um eine drohende Deportation zu verhindern. So schlug er am 5. April 1940 der Verwaltungsbehörde vor, im Ghetto kriegswichtige Produktionsstätten anzusiedeln, die bereits vorhandenen Textilbetriebe auszubauen und die Arbeiter zu verpflegen und zu entlohnen. Im Ghetto erließ er die Parole „Unser einziger Weg ist Arbeit“. Dies verkehrte sich jedoch ins Gegenteil. Das Ghetto wurde zum Zwangsarbeitslager, in dem ein Großteil der Ausrüstung für die Wehrmacht hergestellt wurde. Die Arbeiter leisteten Schwerstarbeit und wurden nur unzureichend ernährt.
Nachdem die Bevölkerung des Ghettos im April 1940 auf etwa 158.000 Personen angewachsen war, erhielt er den Befehl, einen Teil zur Deportation in Arbeitslager auszuwählen. Infolgedessen war die Bevölkerung des Ghettos im Sommer 1941 auf etwa 144.000 Bewohner geschrumpft. Im November 1941 wurden jedoch weitere 20.000 Juden und etwa 5.000 Sinti und Roma in das noch immer überfüllte Ghetto verschleppt.
Trotz der erzwungenen Kollaboration mit den Nationalsozialisten versuchte Rumkowski, das Leben seiner Leidensgenossen zu erleichtern und den Anschein von Normalität zu wahren. Zusammen mit Leon Rozenblatt, dem Chef des jüdischen Ordnungsdienstes, und weiteren Mitarbeitern war er verantwortlich für die Organisation des Alltagslebens im Ghetto, unter anderem für die Zuteilung von Essensrationen. Er richtete Schulen und Krankenhäuser, eine Polizei und einen Postdienst ein.
Rumkowski berichtete direkt an die deutsche Administration des Ghettos, die seit dem 1. Mai 1940 Hans Biebow unterstand. Im Juli 1940 kündigte Rumkowski eine Selbstzensur an. Nach Protesten wegen mangelnder Essenszuteilung erklärte er am 10. März 1941 den Ausnahmezustand und schickte etwa 1.000 Personen zum „Außeneinsatz“.
Bei einer Visitation des Ghettos durch Himmler am 5. Juni 1941 wurde ein Propagandafoto gemacht, auf dem Rumkowski als Vertreter der Juden (mit Judenstern) zusammen mit deutschen Offizieren, die zur Begrüßung angetreten waren, abgebildet ist.
In der Zeit vom Januar bis September 1942 war Rumkowski gezwungen, Deportationslisten (zum Abtransport in das Vernichtungslager Chełmno) zusammenzustellen. Zunächst wählten er und seine Mitarbeiter die Bewohner des „Zigeunerlagers“ sowie Alte und Kranke aus. Als die nationalsozialistischen Machthaber weitere Deportationen verlangten, hielt er im September eine als Tondokument erhaltene Rede, dass die Eltern ihre jüngeren Kinder opfern sollten, damit wenigstens die älteren Kinder und Familienmitglieder überleben könnten: „Ich bin wie ein Räuber zu euch gekommen, um euch das zu nehmen, was euch am meisten am Herzen liegt.“ Etwa um dieselbe Zeit erfolgte eine von Biebow befohlene brutale Razzia durch die Gestapo. Anschließend hörten die Deportationen zunächst auf. Im Ghetto lebten nur noch etwa 89.500 Personen.
Auf Befehl Himmlers sollte das Ghetto ab Mai 1944 endgültig „aufgelöst“, also liquidiert werden. Nachdem die Rote Armee bei der Operation Bagration bereits bis zur Weichsel vorgerückt war, gab Rumkowski am 2. August bekannt, dass das Ghetto „verlegt werden“ sollte, was nichts anderes als den Abtransport ins Vernichtungslager Auschwitz bedeutete. Am 28. August 1944 wurde Rumkowski als einer der letzten verbliebenen Juden nach Auschwitz deportiert, wo er höchstwahrscheinlich noch am selben Tag ermordet wurde.

## Kritische Wertung

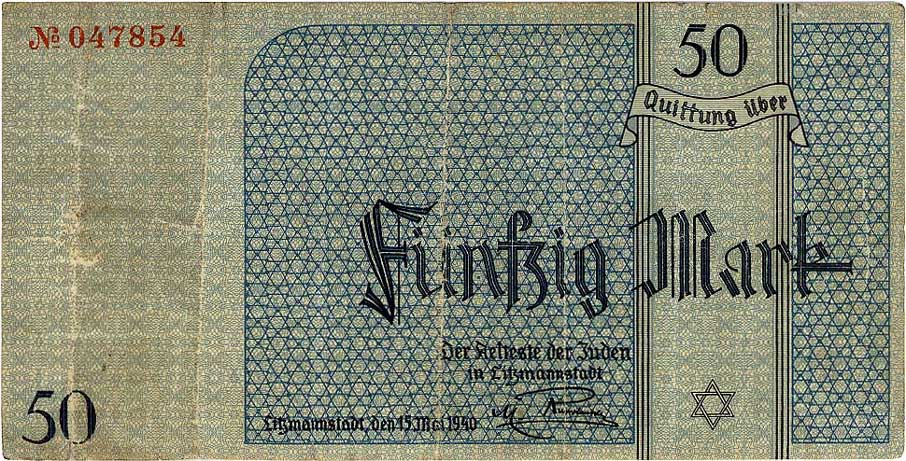
Ersatzgeld mit der Unterschrift Rumkowskis

Rumkowski ist bis heute eine umstrittene Person. Als Judenältester und Leiter des Judenrates war er Befehlsempfänger und zur Kollaboration gezwungen. Im Ghetto trat er autoritär mit diktatorischen Zügen auf. Die von ihm im Auftrag der deutschen Besatzer erlassenen Anordnungen zeigen Spuren von Selbstherrlichkeit, mit Formulierungen wie „Dieses ist meine letzte Warnung!“ oder „Ich befehle…“. Die Ersatzgeldscheine (Ghettogeld) trugen seine Unterschrift und die Briefmarken sein Porträt.
Nach dem Krieg berichteten Ghetto-Überlebende, Rumkowski habe seine Stellung im Ghetto für vielfältigen sexuellen Missbrauch junger Mädchen, Frauen und Jungen missbraucht.
Der Ghetto-Überlebende Yehuada Leib Gerst beschreibt ihn in seinen Memoiren wie folgt:

„Gegenüber seinen Mitjuden war er ein unvergleichlicher Tyrann, der sich ganz wie ein Führer verhielt und schreckliche Angst bei jedem verbreitete, der es wagte, seinen niederen Motiven zu widersprechen. Gegenüber den Tätern war er dagegen sanft wie ein Lamm und es gab keine Grenzen seines Gehorsams bei all ihren Befehlen, selbst wenn ihr Ziel war, uns alle auszulöschen.“

Andererseits versuchte er, das Schlimmste zu verhindern, was ihm aber letztendlich nicht gelang. Wolf Oschlies schrieb nach neuerlicher Sichtung der Dokumente folgende Wertung:

„Der Jude Rumkowski wollte zweifellos die Juden im Ghetto Litzmannstadt schützen. Nach seiner Ansicht konnte er das am besten, wenn er den Deutschen dreifach entgegenkam – mit harter Arbeit von Juden für deutsche Wirtschaftsinteressen, mit harter Disziplin unter den Juden, um Deutschen keine Anlässe für Übergriffe zu geben, und mit persönlicher harter Amtsführung, die den Deutschen dank ihres „Führerprinzips“ durchaus vertraut war.“

Der schwedische Journalist und Schriftsteller Steve Sem-Sandberg schreibt im Nachwort zu seinem vor allem auf Dokumenten beruhenden Roman Die Elenden von Łódź, der in zahlreiche Sprachen übersetzt wurde:

„Wäre Lodz ein paar Monate eher von den deutschen Besatzern befreit worden, würde Rumkowski heute als der Retter seiner eingesperrten Landsleute gefeiert und nicht als unterwürfiger Handlanger der Nazihenker verdammt.“

Von den Juden in Lodz wurde Rumkowski spöttisch Chaim I. tituliert, so Der Spiegel in dem Bericht zum Eichmann-Prozess von 1961:

„Rumkowskis Taktik gründete sich vor allem auf die Überlegung, daß die Deutschen nur dann mit der völligen Liquidierung der Juden innehalten würden, wenn es die für Chelmno, Auschwitz und Treblinka bestimmten Getto-Bewohner verstünden, sich den Massenmördern unentbehrlich zu machen – ein Plan, den Judenkönig Chaim mit Hilfe des geschäftlich versierten deutschen Getto-Verwalters Hans Biebow aus Bremen realisierte.“

Auch der britische Historiker Gerald Reitlinger urteilt ambivalent über Rumkowski:

„So marschierte er im September 1942 mit den Kindern, die die Gestapo verlangt hatte, zum Bahnhof ... Selbst im August 1944 noch, nachdem fast hunderttausend Lodzer Juden 'umgesiedelt' worden waren, unterstützte er den hinterhältigen (Umsiedlungs-) Aufruf des (deutschen) Ghettoverwalters Hans Biebow. Andererseits war Rumkowskis Taktik auch nicht ganz abwegig: Durch ihn wurde das Getto für die deutschen Wirtschaftsministerien so wichtig, daß es um mindestens ein Jahr länger bestehenblieb als Warschau und Bialystok.“

## Film
- Regie: Peter Chohen, Bo Kuritzen: The Story of Chaim Rumkowski and the Jews of Lodz. Schweden, 1982, s/w, 55 Min., Englisch.